# جاكي فوستر
جاكي فوستر (بالإنجليزية: Jackie Foster)‏ (21 مارس 1903 في المملكة المتحدة - ) هو لاعب كرة قدم بريطاني في مركز جناح ‏. لعب مع غريمسبي تاون ونادي بريستول سيتي ونادي برينتفورد ونادي سندرلاند ونادي هاليفاكس تاون ونادي بارو ونادي أشينغتون ‏ وColwyn Bay F.C. ‏.